# Antonio Amorth
Antonio Amorth (Parma, 12 maggio 1908 – Milano, 20 luglio 1986) è stato un giurista italiano.

## Vita e carriera accademica
Nato a Parma, crebbe in varie città italiane a seguito dei trasferimenti della famiglia e del padre, funzionario di prefettura.
Si iscrisse presso la Facoltà di Giurisprudenza dell'Università degli Studi di Padova, stringendo amicizia con Enrico Guicciardi e apprendendo metodo e magistero di Donato Donati. Rimase legato per tutta la vita a Donati e, soprattutto, Guicciardi, condividendo con essi metodi di studio e, almeno in parte, prospettive scientifiche.
A seguito di un ulteriore trasferimento del padre, si laureò presso l'Università degli Studi di Pavia, sotto la guida di Francesco D'Alessio. Venne successivamente ammesso a corsi di perfezionamento in diritto pubblico presso l'Università Cattolica di Milano, dove conobbe Francesco Rovelli che, a propria volta, lo invitò a proseguire gli studi sotto la guida di Oreste Ranelletti, del quale può considerarsi allievo.
Insegnò successivamente in vari atenei, fra cui l'Università di Macerata e, per diversi anni, l'Università di Modena, fino al definitivo trasferimento presso l'Università di Milano nel 1958, succedendo al proprio maestro Ranelletti, dove concluse la propria carriera accademica.
Fu anche avvocato, senza tuttavia far prevalere l'attività di libero professionista su quella accademica, che risultò il suo principale interesse.
Caratteristica peculiare di Amorth fu quella di concepire l'insegnamento universitario come missione laica di educazione della popolazione giovanile, senza approfittare di una posizione di indubbio prestigio sociale per favorire interessi personali o imporre la propria personalità nel mondo accademico.
Ciò non gli impedì di avviare agli studi di diritto amministrativo e costituzionale numerosi giovani, attualmente docenti di materie pubblicistiche in varie Università italiane, soprattutto nell'Università di Milano e nell'Università di Pavia.
Di fede cattolica, fu vicino a personaggi del cosiddetto "club dei professorini", intellettuali di matrice cattolica distintisi nel secondo dopoguerra nell'elaborazione di linee teoriche e politiche volte a superare l'esperienza fascista, come Amintore Fanfani, Giorgio La Pira, Aldo Moro e soprattutto don Giuseppe Dossetti, del quale fu amico e stretto collaboratore.
Fu il primo fra i non eletti all'Assemblea Costituente, collaborando, tuttavia, ai lavori preparatori della Carta fondamentale.

## Amorth amministrativista e costituzionalista
Sotto la guida di Ranelletti, Amorth seguì negli anni trenta la scuola del metodo giuridico inaugurata da Vittorio Emanuele Orlando e dallo stesso Ranelletti, caratterizzata da un pronunciato formalismo giuridico e da una certa astrattezza. È possibile che sullo sviluppo del metodo di Amorth abbia influito anche la vicinanza a Donato Donati ed, in parte, ad Enrico Guicciardi.
Sono indicativi di tale tendenza gli scritti sulla gerarchia amministrativa e sul merito amministrativo, comparsi alla fine degli anni trenta e a tutt'oggi fondamentali nell'impostazione degli argomenti.
Negli anni della crisi dello Stato fascista e nell'immediato dopoguerra gli interessi di Amorth si spostarono gradualmente sul diritto costituzionale e sul diritto regionale, sia per ragioni contingenti, legati al suo impegno politico (senza peraltro essere mai eletto in Parlamento o senza aver occupato incarichi istituzionali di rilievo extrauniversitario), che per ragioni di ordine culturale, ritenendo più affini al proprio metodo scientifico le ricostruzioni della normativa e, soprattutto, dei principi del nuovo Stato costituzionale, ponendo così le basi per il funzionamento delle istituzioni repubblicane nel dopoguerra.
| Controllo di autorità | VIAF (EN) 9976533 · ISNI (EN) 0000 0000 8089 1720 · SBN LO1V038936 · BAV 495/137867 · LCCN (EN) n82160903 · GND (DE) 173483143 · BNF (FR) cb12890983p (data) |